# ۱۲۹۲ (قمری)
۱۲۹۲ (قمری)، هزار و دویست و نود و دومین سال در گاهشماری هجری قمری است. اول محرم این سال برابر با هفتم فوریه سال ۱۸۷۵ میلادی است.

## زادروزها
- سید حسین طباطبایی بروجردی از مراجع بزرگ شیعه